# Јуинг (Њу Џерзи)
Јуинг (енгл. Ewing) град је у америчкој савезној држави Њу Џерзи.

## Демографија
По попису из 2000. године број становника је 35.707.
| Група             | 2000.          | 2010.    |
| Белци             | 23.968 (67,1%) | 0 (0,0%) |
| Афроамериканци    | 8.863 (24,8%)  | 0 (0,0%) |
| Азијати           | 811 (2,3%)     | 0 (0,0%) |
| Хиспаноамериканци | 1.586 (4,4%)   | 0 (0,0%) |
| Укупно            | 35.707         | 0        |